# Sarabande (album)
Sarabande – solowy album Jona Lorda, członka zespołu Deep Purple, zarejestrowany pomiędzy 3 i 6 września 1975 w StadtHalle Oer-Erkenschwick niedaleko Düsseldorfu w Niemczech. Wydany w 1976 roku nakładem Purple Records.
Wszystkie utwory zostały skomponowane i zapisane przez Lorda pomiędzy styczniem i sierpniem 1975 w Monachium. 
Muzyka zaliczana do gatunku rocka symfonicznego.

## Lista utworów
| 1. | "Fantasia"  | 3:32  |
|    |             |       |
| 2. | "Sarabande" | 7:22  |
|    |             |       |
| 3. | "Aria"      | 3:45  |
|    |             |       |
| 4. | "Gigue"     | 11:08 |
|    |             |       |
| 5. | "Bouree"    | 11:04 |
|    |             |       |
| 6. | "Pavane"    | 7:41  |
|    |             |       |
| 7. | "Caprice"   | 3:13  |
|    |             |       |
| 8. | "Finale"    | 2:04  |
|    |             |       |
|    |             | 49:49 |
|    |             |       |

## Wykonawcy
- Philharmonia Hungarica pod dyrekcją Eberharda Schoenera
- Jon Lord
- Andy Summers – gitarzysta zespołu The Police
- Pete York – perkusista zespołu The Spencer Davis Group
- Mark Nauseef – perkusista (Ian Gillan Band, Thin Lizzy)